# Trichotria pseudocurta
Trichotria pseudocurta är en hjuldjursart som beskrevs av Koste, Shiel och Tan 1988. Trichotria pseudocurta ingår i släktet Trichotria och familjen Trichotriidae. Inga underarter finns listade i Catalogue of Life.